# Walking On Cars
Walking On Cars — ирландская альтернативная группа. По словам фронтмена и основателя группы Патрика Шихи, Walking On Cars исполняют музыку в жанре поп-рок. Состав группы из пяти членов не менялся с основания группы. Свой первый сингл «Catch Me If You Can» группа выпустила в 2012 г., после чего он занял первые позиции в ITunes чарте Ирландии. Релиз дебютного EP «As We Fly South»  состоялся в 2013 г., а в 2014 последовал 2-й EP группы «Hand In Hand», сразу за синглом «Always Be With You». 30 октября 2015 г. группа выпустила песню «Speeding Cars», принёсшую им мировую известность. Вслед за сокрушительным успехом релиза Walking On Cars записала свой первый полноценный альбом «Everything This Way», вышедший 29 января 2016 г. Альбом быстро занял первые строчки в музыкальных рейтингах Ирландии. В 2019 г. группа выпустила свой 2-й студийный альбом «Colours».

## История группы
Группа, состоящая из 5 школьных друзей, родилась в 2010 году. Сначала Walking On Cars выступали на маленьких площадках, в клубах и ресторанах родного города Дингл, графство Керри.
Потом музыканты арендовали дом на полуострове Дингл и буквально отгородились от людей, от мира, от технологий и играли там. Там же группа записывала демо-треки и сочиняла музыку. В этом доме не было ни интернета, ни мобильной связи, ни телевидения. Само здание представляло собой старый полуразрушенный коттедж. Группа провела там 6 месяцев.
После этого они выиграли награду Redbull Bedroom Jam 2012 и большую ротацию своего сингла «Catch Me If You Can». Он занял 1-е место в iTunes и долгое время сохранял лидирующие позиции. WOC выпустили 4-этапный EP «As We Fly South» в 2013 году, а в 2014 году последовал 2-й EP группы «Hand In Hand», сразу за синглом «Always Be With You». В 2016 году вышел их 1-й полноценный альбом «Everything This Way». После его релиза группа выступала в разных музыкальных магазинах по всей Ирландии и записала концертное видео на «Catch Me If You Can- Live At The Forum».
Walking On Cars выступали на лейбле «Capitol Records» и посетили множество различных фестивалей, включая «Rock Am Ring». Группа выступала на разогреве у своих знаменитых соотечественников Kodaline. В 2016 г. музыканты отправились в мировой тур.
В 2019 г. группа выпустила свой 2-й студийный альбом «Colours», куда вошли синглы «Monster» и «Coldest Water». 
8 декабря 2019 г. Walking On Cars впервые приехали с концертом в Москву.
21 августа 2020 г. группа в своем Instagram сообщила о распаде. В этот же день был выпущен последний EP — «Clouds».

## Состав группы
- Патрик Шихи — вокал
- Сорка Дарем — клавишные, бэк-вокал
- Дэн Дэвейн — гитара, бэк-вокал
- Пол Фланнери — бас-гитара, бэк-вокал
- Эван Хаднетт — барабаны, перкуссия

## Дискография

### Альбомы
- Everything This Way — 29 января 2016
- Colours — 12 апреля 2019

### EP
- As We Fly South — 21 июня  2013
- Hand In Hand — 1 января 2014
- Clouds — 21 августа 2020

### Синглы
- Catch Me If You Can — 2013
- Two Stones — 2013
- Tick Tock — 2013
- Hand In Hand — 2014
- Speeding Cars — 2015
- Always Be With You — 2015
- Monster — 2019
- Coldest Water — 2019

### Каверы
- Dreams (Fleetwood Mac cover)
- Style (Taylor Swift cover)
- Can't Feel My Face (The Weeknd cover)
- Attention (Charlie Put cover)
- I Took A Pill On Ibiza (Mike Pozner cover)
- We Don't Eat (James Vincent McMarrow cover)
- Promises (The Cranberries cover)
- Winter Song (Ingrid Michaelson и Sara Bareilles cover)

### Клипы
- Catch Me If You Can
- Tick Tock
- Don't Mind Me
- Hand In Hand
- Always Be With You
- Speeding Cars
- Two Stones
- Monster
- Coldest Water
- Too Emotional